# Doroteu de Tiro
Doroteu de Tiro, também conhecido como Pseudo-Doroteu, bispo de Tiro, é tradicionalmente creditado como o autor dos "Atos" dos Setenta Apóstolos (que pode ser a mesma obra chamada de "Evangelho dos Setenta"), que foram enviados numa missão evangélica em Lucas 10:1.

## Vida e obras
Doroteu, um padre erudito de Antioquia e professor do historiador eclesiástico Eusébio de Cesareia, foi apontado como diretor numa época em que o cristianismo era perseguido sem ser obrigado a renunciar à sua religião (Eusébio, Hist. Ecles. VII.32). Ainda segundo Eusébio, ele era um eunuco.
Acredita-se ainda que Doroteu tenha sido exilado durante a perseguição de Diocleciano, mas retornou depois. Ele esteve no primeiro concílio de Niceia em 325, mas foi novamente exilado para Odissópolis (atual Varna), na Trácia, no Mar Negro, por Juliano, o Apóstata. Lá, o padre, agora com 107 anos de idade, foi martirizado por sua fé.